# Портрет жінки з букетом квітів
«Портрет жінки з букетом квітів» (італ. Dama col mazzolino) — скульптурний портрет роботи італійського скульптора Андреа дель Верроккйо (1435—1488), створений близько 1475 року. Зберігається в Національному музеї Барджелло у Флоренції.

## Опис
В цьому портреті з найтоншою майстерністю скульптором передані обличчя, сукня, що створює легкі струменисті складки і заломи тканини, і напрочуд виразний рух рук, які тремтливо торкаються букету квітів на грудях. 
У порівнянні з традиційним портретом Верроккйо розширив композицію: це не бюст, а півфігурне зображення. Схожі зразки увійшли в моду в Італії, але практикувались рідко, оскільки збільшення обробки пластичної поверхні вимагало додаткової оплати.
На портреті, ймовірно, зображена кохана Лоренцо Медічі (1449—1492) Лукреція Донаті.